# Estación de Elotxelerri-Loiu
Elotxelerri o Elotxelerri-Loiu es una estación de ferrocarril en superficie perteneciente a la línea 3 de Euskotren Trena (línea del Txorierri). Se ubica en el barrio homónimo del municipio vizcaíno de Lujua. Su tarifa corresponde a la zona 2 del Consorcio de Transportes de Bizkaia.
La estación cuenta con un único acceso, por medio de rampas y escaleras, un andén y una única vía.
La puesta en marcha de la línea 3 del metro de Bilbao ha supuesto la integración de la línea de Txorierri en la red de metro y la mejora de las frecuencias de paso. A finales de 2016 se adjudicaron los trabajos de renovación para adecuar la estación a las nuevas unidades y a las personas de movilidad reducida. Se ha prolongado el andén para reducir el porcentaje de desnivel de la rampa de acceso a personas con movilidad reducida y se ha instalado un cubículo acristalado para albergar las máquinas expendedoras de billetes y las canceladoras.

## Accesos
- Camino Molinaga, 4

## Galería de imágenes

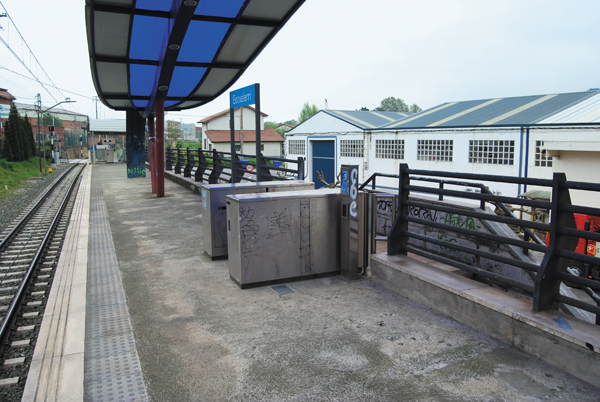
Andén